# بني بشر (مناخة)

تعديل مصدري - تعديل

بني بشر هي إحدى قرى عزلة بني إسماعيل بمديرية مناخة التابعة لمحافظة صنعاء، بلغ تعداد سكانها 338 نسمة حسب تعداد اليمن لعام 2004.